# Lega Basket Serie A de 2024–25
A Temporada 2024–25 da Liga Italiana de Basquetebol foi a 103ª edição da competição de elite entre clubes profissionais de basquetebol masculino na Itália. A liga é disputada por 16 equipes após o ingresso de Trapani Shark Pallacanestro Trieste e oriundos da Serie A2, que desta forma substituem Happy Casa Brindisi e Carpegna Prosciutto Pesaro, ambas rebaixadas na temporada anterior.
A disputa da temporada regular é prevista entre 28 de setembro de 2024 e 10 de maio de 2025 e como torneio de pré-temporada as equipes competiram na Supercopa (oficialmente: Frecciarossa Supercoppa) em Bolonha nos dias 21 e 22 de setembro. (vide:Supercopa "Frecciarossa" 2024 - Bolonha)
A equipe da EA7 Emporio Armani é o clube com mais conquistas na Lega Basket Serie A com 31 títulos e lutava pelo seu quarto título consecutivo.
A empresa de seguridade UnipolSai renovou seu contrato de patrocínio para a temporada 2024-25 e permanece nomeando a liga. 

## Clubes participantes
|         | Clube                      | Localização     | Arena                       | Capacidade |
| ------- | -------------------------- | --------------- | --------------------------- | ---------- |
|         | Banco di Sardegna Sassari  | Sássari         | PalaSerradimigni            | 5 500      |
|         | Bertram Derthona Tortona   | Tortona         | PalaEnergica Paolo Ferraris | 3 510      |
|         | Dolomiti Energia Trento    | Trento          | Il T Quotidiano Arena       | 4 000      |
|         | EA7 Emporio Armani Milano  | Milão           | Unipol Forum                | 12 700     |
|         | Estra Pistoia              | Pistoia         | PalaCarrara                 | 3 990      |
|         | Germani Brescia            | Bréscia         | PalaLeonessa A2A            | 5 200      |
|         | Givova Scafati             | Scafati         | Palamangano                 | 3 700      |
|         | Napoli Basket              | Nápoles         | Fruit Village Arena         | 3 890      |
|         | Nutribullet Treviso Basket | Treviso         | PalaVerde                   | 5 344      |
|         | Openjobmetis Varese        | Varese          | Itelyum Arena               | 5 107      |
| Aumento | Pallacanestro Trieste      | Trieste         | PalaTrieste                 | 6 943      |
| Aumento | Trapani Shark              | Trapani         | PalaShark                   | 4 325      |
|         | Umana Reyer Venezia        | Veneza          | PalaSport Taliercio         | 3 509      |
|         | UNAHOTELS Reggio Emilia    | Régio da Emília | PalaBigi                    | 4 530      |
|         | Vanoli Basket Cremona      | Cremona         | PalaRadi                    | 3 519      |
|         | Virtus Segafredo Bologna   | Bolonha         | Segafredo Arena             | 8 970      |

Fonte: legabasket.it/squadre
Legenda:
- Campeão da Lega Basket 2023-24
- Campeão da Supercopa 2024
- Campeão da Copa da Itália (Final Eight) 2023
- Equipes promovidas da Série A2

## Pré-temporada

### Supercopa "Frecciarossa" 2024 - Bolonha
|  | Semifinal                     | Semifinal             |    |  | Final                         | Final |  |
|  |                               |                       |    |  |                               |       |  |
|  | 21 de Setembro – Unipol Arena |                       |    |  |                               |       |  |
|  | EA7 Emp. Arm. Milano          | 73                    |    |  |                               |       |  |
|  | Umana Reyer Venezia           | 62                    |    |  |                               |       |  |
|  |                               |                       |    |  |                               |       |  |
|  |                               |                       |    |  | 22 de Setembro – Unipol Arena |       |  |
|  |                               |                       |    |  | EA7 Emp. Arm. Milano          | 98    |  |
|  |                               | Virtus Segaf. Bologna | 96 |  |                               |       |  |
|  |                               |                       |    |  |                               |       |  |
|  |                               |                       |    |  |                               |       |  |
|  |                               |                       |    |  |                               |       |  |
|  | 21 de Setembro – Unipol Arena |                       |    |  |                               |       |  |
|  | Basket Napoli                 | 87                    |    |  |                               |       |  |
|  | Virtus Segaf. Bologna         | 96                    |    |  |                               |       |  |

### Premiação
| Frecciarossa Supercoppa 2024 (Bolonha)        |
| Lombardia                                     |
| --------------------------------------------- |
| Campeão EA7 Emporio Armani Milano (5° título) |

MVP  Frecciarossa 2024 -  Nenad Dimitrijević

## Temporada regular

### Tabela de classificação
| Pos. | Clube                      | P  | J  | V  | D  | P+   | P-   | SP   | Classificação           |
| ---- | -------------------------- | -- | -- | -- | -- | ---- | ---- | ---- | ----------------------- |
| 1    | Virtus Segafredo Bologna   | 46 | 30 | 23 | 7  | 2581 | 2321 | 260  | Playoffs                |
| 2    | Trapani Shark              | 44 | 30 | 22 | 8  | 2838 | 2556 | 282  | Playoffs                |
| 3    | Germani Brescia            | 44 | 30 | 22 | 8  | 2722 | 2541 | 181  | Playoffs                |
| 4    | Dolomiti Energia Trento    | 44 | 30 | 22 | 8  | 2654 | 2445 | 209  | Playoffs                |
| 5    | EA7 Emporio Armani Milano  | 40 | 30 | 20 | 10 | 2683 | 2510 | 173  | Playoffs                |
| 6    | Pallacanestro Trieste      | 36 | 30 | 18 | 12 | 2616 | 2548 | 68   | Playoffs                |
| 7    | UNAHOTELS Reggio Emilia    | 36 | 30 | 18 | 12 | 2390 | 2328 | 62   | Playoffs                |
| 8    | Umana Reyer Venezia        | 32 | 30 | 16 | 14 | 2494 | 2404 | 90   | Playoffs                |
| 9    | Bertram Derthona Tortona   | 30 | 30 | 15 | 15 | 2586 | 2580 | 6    |                         |
| 10   | Banco di Sardegna Sassari  | 24 | 30 | 12 | 18 | 2434 | 2536 | -102 |                         |
| 11   | Nutribullet Treviso Basket | 24 | 30 | 12 | 18 | 2536 | 2643 | -107 |                         |
| 12   | Openjobmetis Varese        | 20 | 30 | 10 | 20 | 2589 | 2846 | -257 |                         |
| 13   | Vanoli Basket Cremona      | 18 | 30 | 9  | 21 | 2394 | 2539 | -145 |                         |
| 14   | Napoli Basket              | 18 | 30 | 9  | 21 | 2509 | 2667 | -158 |                         |
| 15   | Givova Scafati             | 12 | 30 | 6  | 24 | 2532 | 2787 | -255 | Rebaixado para Serie A2 |
| 16   | Estra Pistoia              | 12 | 30 | 6  | 24 | 2362 | 2669 | -307 | Rebaixado para Serie A2 |

Fonte: legabasket.it>calendario>classifica>stagioni 2024/2025

### Confrontos
| Casa\Visitante             | BAN    | BER    | DOL     | EA7    | EST     | GER    | GIV    | NAP    | NUT    | OPE     | TRI     | TRA     | UMA     | UNA     | VAN    | VIR    |
| -------------------------- | ------ | ------ | ------- | ------ | ------- | ------ | ------ | ------ | ------ | ------- | ------- | ------- | ------- | ------- | ------ | ------ |
| Banco di Sardegna Sassari  |        | 87-82  | 81-84   | 72-78  | 77-75   | 77-96  | 86-97  | 94-76  | 96-94  | 81-86   | 98-86   | 92-80   | 96-97   | 72-79   | 93-89  | 76-68  |
| Bertram Derthona Tortona   | 71-68  |        | 91-77   | 68-85  | 94-68   | 78-85  | 99-94  | 82-89  | 90-95  | 89-82   | 82-85   | 91-101  | 89-82   | 67-69   | 80-68  | 66-98  |
| Dolomiti Energia Trento    | 95-77  | 85-89  |         | 91-57  | 87-64   | 75-78  | 88-78  | 90-83  | 87-70  | 106-100 | 76-68   | 83-80   | 82-70   | 84-63   | 76-80  | 87-79  |
| EA7 Emporio Armani Milano  | 100-75 | 94-98  | 89-87   |        | 95-80   | 88-85  | 100-72 | 89-82  | 90-80  | 119-92  | 87-74   | 105-90  | 79-78   | 108-106 | 118-83 | 73-82  |
| Estra Pistoia              | 63-86  | 89-93  | 88-92   | 82-115 |         | 84-97  | 89-91  | 88-82  | 84-90  | 111-96  | 69-89   | 88-94   | 64-77   | 73-70   | 65-89  | 62-86  |
| Germani Brescia            | 94-87  | 98-106 | 83-77   | 73-79  | 90-83   |        | 86-72  | 97-84  | 114-91 | 118-94  | 93-90   | 74-95   | 97-89   | 79-66   | 99-87  | 98-97  |
| Givova Scafati             | 98-82  | 79-102 | 110-119 | 78-83  | 107-102 | 93-95  |        | 81-91  | 87-92  | 94-85   | 107-110 | 66-83   | 65-68   | 69-84   | 85-77  | 87-104 |
| Napoli Basket              | 87-70  | 92-83  | 89-114  | 95-87  | 70-74   | 90-85  | 96-94  |        | 69-84  | 87-97   | 83-92   | 77-95   | 80-81   | 76-84   | 81-87  | 93-88  |
| Nutribullet Treviso Basket | 70-76  | 92-91  | 76-83   | 79-89  | 91-88   | 86-84  | 104-75 | 78-90  |        | 88-86   | 95-100  | 71-87   | 83-72   | 90-94   | 87-84  | 74-80  |
| Openjobmetis Varese        | 89-84  | 95-105 | 79-92   | 94-92  | 102-95  | 77-118 | 95-82  | 89-86  | 92-89  |         | 85-80   | 100-109 | 77-86   | 63-78   | 85-87  | 104-95 |
| Pallacanestro Trieste      | 92-76  | 86-72  | 88-94   | 84-78  | 80-75   | 65-69  | 88-75  | 109-82 | 85-73  | 107-81  |         | 93-88   | 70-76   | 85-97   | 91-83  | 85-78  |
| Trapani Shark              | 88-68  | 78-84  | 107-99  | 89-81  | 104-60  | 94-88  | 101-87 | 95-85  | 95-82  | 106-93  | 131-88  |         | 110-100 | 109-73  | 79-73  | 88-89  |
| Umana Reyer Venezia        | 78-84  | 94-82  | 70-74   | 85-72  | 90-93   | 89-90  | 75-69  | 91-68  | 75-78  | 83-64   | 103-71  | 91-82   |         | 59-62   | 87-70  | 68-76  |
| UNAHOTELS Reggio Emilia    | 84-58  | 86-82  | 76-92   | 87-78  | 86-72   | 68-80  | 90-57  | 89-86  | 88-64  | 97-80   | 81-96   | 89-94   | 87-92   |         | 78-51  | 57-69  |
| Vanoli Basket Cremona      | 65-80  | 94-99  | 86-89   | 83-95  | 65-66   | 89-100 | 88-85  | 94-85  | 94-77  | 78-60   | 81-101  | 85-80   | 78-86   | 74-77   |        | 69-74  |
| Virtus Segafredo Bologna   | 95-85  | 85-81  | 80-75   | 86-80  | 84-68   | 91-79  | 97-71  | 86-75  | 104-97 | 104-67  | 70-78   | 101-96  | 85-74   | 69-45   | 81-63  |        |

Fonte: legabasket.it>calendario>stagioni 2024/2025

### Equipes rebaixadas
- Givova Scafati[27]
- Estra Pistoia[28]

## Playoffs

### Quartas de final
| Time 1                   | Série | Time 2                    | 1º Jogo | 2º Jogo  | 3º Jogo  | 4º Jogo | 5º Jogo |
| ------------------------ | ----- | ------------------------- | ------- | -------- | -------- | ------- | ------- |
| Virtus Segafredo Bologna | 3 - 2 | Umana Reyer Venezia       | 90 - 85 | 77 - 75  | 82 - 89  | 78 - 84 | 86 - 84 |
| Dolomiti Energia Trento  | 1 - 3 | EA7 Emporio Armani Milano | 70 - 73 | 70 - 67  | 79 - 107 | 89 - 82 | -       |
| Trapani Shark            | 3 - 0 | UNAHOTELS Reggio Emilia   | 80 - 75 | 102 - 88 | 90 - 83  | -       | -       |
| Germani Brescia          | 3 - 1 | Pallacanestro Trieste     | 89 - 77 | 92 - 103 | 80 - 70  | 92 - 88 | -       |

### Semifinal
| Time 1                   | Série | Time 2                    | 1º Jogo | 2º Jogo | 3º Jogo | 4º Jogo | 5º Jogo |
| ------------------------ | ----- | ------------------------- | ------- | ------- | ------- | ------- | ------- |
| Virtus Segafredo Bologna | 3 - 1 | EA7 Emporio Armani Milano | 68 - 67 | 66 - 85 | 78 - 68 | 84 - 78 | -       |
| Trapani Shark            | 0 - 3 | Germani Brescia           | 92 - 93 | 77 - 85 | 86 - 92 | -       | -       |

### Final
| Time 1                   | Série | Time 2          | 1º Jogo | 2º Jogo | 3º Jogo | 4º Jogo | 5º Jogo |
| ------------------------ | ----- | --------------- | ------- | ------- | ------- | ------- | ------- |
| Virtus Segafredo Bologna | 3 - 0 | Germani Brescia | 90 - 87 | 75 - 65 | 96 - 74 |         |         |

### Premiação
| Lega Serie A UnipolSai 2024–25                |
| Emília-Romanha                                |
| --------------------------------------------- |
| Campeão Virtus Segafredo Bologna (17° título) |

MVP Unipol das Finais:  Tornike Shengelia

## Frecciarossa Final Eight - Turim 2025
A edição de número 57 da Copa da Itália de Basquetebol na temporada 2024-25 ocorrerá entre os dias 12 e 16 de fevereiro de 2025 na Inalpi Arena Torino na cidade de Turim.
|  | Quartas de finais            | Quartas de finais         | Quartas de finais            |                         |                              | Semifinais              | Semifinais | Semifinais |  |  | Final     | Final                     | Final |
|  |                              |                           |                              |                         |                              |                         |            |            |  |  |           |                           |       |
|  |                              |                           |                              |                         |                              |                         |            |            |  |  |           |                           |       |
|  | Lombardia                    | Germani Brescia           | 86                           |                         |                              |                         |            |            |  |  |           |                           |       |
|  | Piemonte                     | Bertram Derthona Tortona  | 79                           |                         |                              |                         |            |            |  |  |           |                           |       |
|  | Piemonte                     | Bertram Derthona Tortona  | 79                           |                         | Lombardia                    | Germani Brescia         | 69         |            |  |  |           |                           |       |
|  |                              |                           |                              |                         | Lombardia                    | Germani Brescia         | 69         |            |  |  |           |                           |       |
|  |                              | Lombardia                 | EA7 Emporio Armani Milano    | 74                      |                              |                         |            |            |  |  |           |                           |       |
|  | Emília-Romanha               | Lombardia                 | EA7 Emporio Armani Milano    | 74                      | Virtus Segafredo Bologna     | 77                      |            |            |  |  |           |                           |       |
|  | Emília-Romanha               |                           |                              |                         | Virtus Segafredo Bologna     | 77                      |            |            |  |  |           |                           |       |
|  | Lombardia                    | EA7 Emporio Armani Milano | 91                           |                         |                              |                         |            |            |  |  |           |                           |       |
|  |                              |                           |                              |                         |                              |                         |            |            |  |  | Lombardia | EA7 Emporio Armani Milano | 63    |
|  |                              |                           | Trentino-Alto Adige/Südtirol | Dolomiti Energia Trento | 79                           |                         |            |            |  |  |           |                           |       |
|  | Trentino-Alto Adige/Südtirol | Dolomiti Energia Trento   | 85                           |                         |                              |                         |            |            |  |  |           |                           |       |
|  | Emília-Romanha               | UNAHOTELS Reggio Emilia   | 80                           |                         |                              |                         |            |            |  |  |           |                           |       |
|  | Emília-Romanha               | UNAHOTELS Reggio Emilia   | 80                           |                         | Trentino-Alto Adige/Südtirol | Dolomiti Energia Trento | 82         |            |  |  |           |                           |       |
|  |                              |                           |                              |                         | Trentino-Alto Adige/Südtirol | Dolomiti Energia Trento | 82         |            |  |  |           |                           |       |
|  |                              | Campânia                  | Pallacanestro Trieste        | 79                      |                              |                         |            |            |  |  |           |                           |       |
|  | Sicília                      | Campânia                  | Pallacanestro Trieste        | 79                      | Trapani Shark                | 72                      |            |            |  |  |           |                           |       |
|  | Sicília                      |                           |                              |                         | Trapani Shark                | 72                      |            |            |  |  |           |                           |       |
|  | Friul-Veneza Júlia           | Pallacanestro Trieste     | 74                           |                         |                              |                         |            |            |  |  |           |                           |       |

### Premiação
| Frecciarossa Final Eight 2025 (Turim)       |
| Trentino-Alto Adige/Südtirol                |
| ------------------------------------------- |
| Campeão Dolomiti Energia Trento (1° título) |

## Clubes italianos em competições internacionais
| Clube                               | Competição        | TR | TR | PO | PO | Resultado                                                                         |
| Clube                               | Competição        | V  | D  | V  | D  | Resultado                                                                         |
| ----------------------------------- | ----------------- | -- | -- | -- | -- | --------------------------------------------------------------------------------- |
| EA7 Emporio Armani Exchange Olimpia | EuroLiga          | 17 | 17 | -  | -  | Eliminado - como 11º colocado na Temporada Regular                                |
| Virtus Segafredo Bologna            | EuroLiga          | 9  | 25 | -  | -  | Eliminado - como 17º colocado na Temporada Regular                                |
| Dolomiti Energia Trento             | EuroCopa          | 6  | 12 | -  | -  | Eliminado - como 9º colocado no Gr.A da temporada regular                         |
| Umana Reyer Venezia                 | EuroCopa          | 10 | 8  | -  | -  | Classificado - como 6º colocado no Gr.B da temporada regular                      |
| Umana Reyer Venezia                 | EuroCopa          | -  | -  | 0  | 1  | Eliminado - derrotado por Gran Canaria (80-84)                                    |
| Bertram Derthona Tortona            | Liga dos Campeões | 5  | 1  | -  | -  | Classificado - como 2º colocado no Gr. G da temporada regular                     |
| Bertram Derthona Tortona            | Liga dos Campeões | -  | -  | 2  | 0  | Classificado - vencendo Peristeri Domino's (2-0: 69-59, 73-65)                    |
| Bertram Derthona Tortona            | Liga dos Campeões | 4  | 2  | -  | -  | Classificado - como 2º colocado no Gr. I da Ronda dos 16                          |
| Bertram Derthona Tortona            | Liga dos Campeões | -  | -  | 0  | 2  | Eliminado - derrotado por La Laguna Tenerife nas Quartas de finais (93-89, 77-64) |
| UNAHOTELS Reggio Emilia             | Liga dos Campeões | 3  | 3  | -  | -  | Classificado - como 3º colocado no Gr. F da temporada regular                     |
| UNAHOTELS Reggio Emilia             | Liga dos Campeões | -  | -  | 2  | 0  | Classificado - vencendo Telekom Baskets Bonn (2-0: 94-91, 73-70)                  |
| UNAHOTELS Reggio Emilia             | Liga dos Campeões | 3  | 3  | -  | -  | Classificado - como 3º colocado no Gr. K da temporada regular                     |
| UNAHOTELS Reggio Emilia             | Liga dos Campeões | -  | -  | 0  | 2  | Eliminado - derrotado por Unicaja Malaga nas Quartas de finais (68-105, 72-82)    |
| Banco di Sardegna Sassari           | Liga dos Campeões | -  | -  | 0  | 1  | Eliminado - na fase classificatória para Telekom Baskets Bonn (71-78)             |
| Banco di Sardegna Sassari           | Copa Europeia     | 6  | 0  | -  | -  | Classificado como 1º colocado no Gr. D da temporada regular                       |
| Banco di Sardegna Sassari           | Copa Europeia     | 1  | 5  | -  | -  | Eliminado - como 3º colocado no Gr. L da segunda fase                             |